# Szalagos delfin
A szalagos delfin vagy homokóradelfin (Lagenorhynchus cruciger) az emlősök (Mammalia) osztályának párosujjú patások (Artiodactyla) rendjébe, ezen belül a delfinfélék (Delphinidae) családjába tartozó faj.

## Előfordulása
Elterjedése nem nagyon ismert, bár élőhelyei eléggé kiterjedtnek látszanak. Főként az Atlanti-óceán és a Csendes-óceán déli részén fordul elő, és a hideg Nyugatiszél-áramláshoz kötődik. Megtalálható 160 km-en belüli távolságra a jégsapkától, egyes területeken ez elterjedésének déli határa, északi elterjedési határa nem ismert, de valószínűleg a déli szélesség 45. fok körül van. Egyetlen adat van északabbról, a chilei Valparaíróból, ami kivételnek számít. Általában nyílt tengereken él, de látták már sekélyebb vizekben is az Antarktiszi-félszigetnél és Dél-Amerika déli csücskénél. Elterjedési területének északi és déli határa valószínűleg évszakosan változik.

## Megjelenése
A távoli antarktikus és szubtarktikus vizekben élő szalagos delfin már 1824-ben leírták, de ritkán látható és még ma is alig ismert. Intenzív kutatások eredményeként az utóbbi években többször látták, gyakran rábukkantak járatlan vizeken térképészeti munka közben, és ritkábban más hajók is találkoztak már vele. Viszonylag könnyű az állat azonosítása, mert feltűnő fekete-fehér mintázata van, és mert az egyedüli hátúszós delfin, mely állandóan megtalálható a déli sarki vizekben. Elterjedési területének északi határán összetéveszthető a Peale-delfinnel és a sötét delfinnel. Testszíne pusztulása után azonnal rohamosan sötétedik.
Hátúszó: Középen helyezkedik el.
Felnőtt tömeg: 90 – 120 kg.
Újszülött tömeg: Ismeretlen.
Újszülött mérete: Ismeretlen.
Felnőtt mérete: 1,6 – 1,8 m.

## Életmódja
Szilaj módon úszik, elérheti a 25 km/h sebességet is. Hosszú, lapos ugrásokkal úszik a gyors hajók és csónakok orrvizében és sodorvizében. Hullámzó mozgása miatt távolról pingvinnek tűnik. Úszhat a csónakok mellett is. Gyorsan úszás közben nagyon közel kerül a felszínhez anélkül, hogy elhagyná a vizet, légvételkor szétfröcsköli a habokat. Megfigyelték, hogy hullámokon lovagolva tengelye körül megfordul. Társulhat más nyílt tengeri fajokkal pl. barázdásbálnákkalkal, kacsafejű csőröscetteltel, négyfogú csőröscettel, közönséges kardszárnyúdelfinnel, hosszúszárnyú gömbölyűfejű-delfinnel és a déli delfinnel. Átlagos csoportmérete 1-40 egyedből áll, de egyetlen esetben 100-nál több példányt is megfigyeltek együtt. Tápláléka halakból és kalmárokból vagy polipokból áll.